# Aýgül Täjiýewa
Aýgül Täjiýewa (* 27. August 1944 in Mary, Turkmenische SSR; † 22. Juli 2009 in Schweden) war eine turkmenische Politikerin und Dissidentin.

## Leben
Täjiýewa wurde 1944 als eines von fünf Kindern in der Stadt Mary im Südosten Turkmenistans geboren.
Sie absolvierte eine medizinische Fachschule sowie von 1961 bis 1969 ein Studium am staatlichen Turkmenischen Medizinischen Institut (seit 2010 Universität) mit der Fachrichtung Gynäkologie und arbeitete danach an verschiedenen Orten in Führungspositionen.
1979 wurde sie zur Vorsitzenden der turkmenischen Sektion des Roten Halbmonds ernannt.
Seit 1990 war sie für einen Distrikt der Provinz Daşoguz als Abgeordnete im obersten Sowjet der Turkmenischen SSR; auf Vorschlag von Saparmyrat Nyýazow war sie dort dauerhaft im Ausschuss für Sozialpolitik tätig.
Nach dem Ende der Sowjetunion und der Unabhängigkeit Turkmenistan setzte sie sich für Haushaltsreformen, die Bekämpfung der Bodenversalzung, Wahlreformen bei höheren politischen Ämtern (inklusive des Präsidentenamtes), Rentenreformen sowie die Anerkennung der Opposition ein. Für Nyýazow wurde sie dadurch zu einem „Volksfeind“.
Täjiýewa war Mitglied der Demokratiebewegung Agzybirlik und arbeitete unter anderem mit Journalisten der BBC und Radio Swoboda zusammen. Daneben war sie Mitorganisatorin eines „Runden Tischs“ der Opposition und gab eine Zeitschrift heraus. Im April 1992 wurde sie von allen Posten enthoben, ihrem Ehemann gekündigt, einer ihrer beiden Söhne exmatrikuliert, beide Söhne verurteilt und misshandelt.
Seit 2002/03 lebte Täjiýewa mit ihrer Familie in Schweden, wo sie unter anderem Beiträge für Radio Free Europe/Radio Liberty verfasste. Im Juli 2009 verstarb sie und wurde in der Nähe von Stockholm beerdigt.